# Hamrníky
Hamrníky (németül: Hammerhäuseln) Mariánské Lázně településrésze Csehországban a Karlovy Vary-i kerület Chebi járásában. A városközponttól délnyugatra fekszik. A 2001-es népszámlálási adatok szerint 242 lakóháza és 2045 lakosa van.